# Ljustorps bygdegård

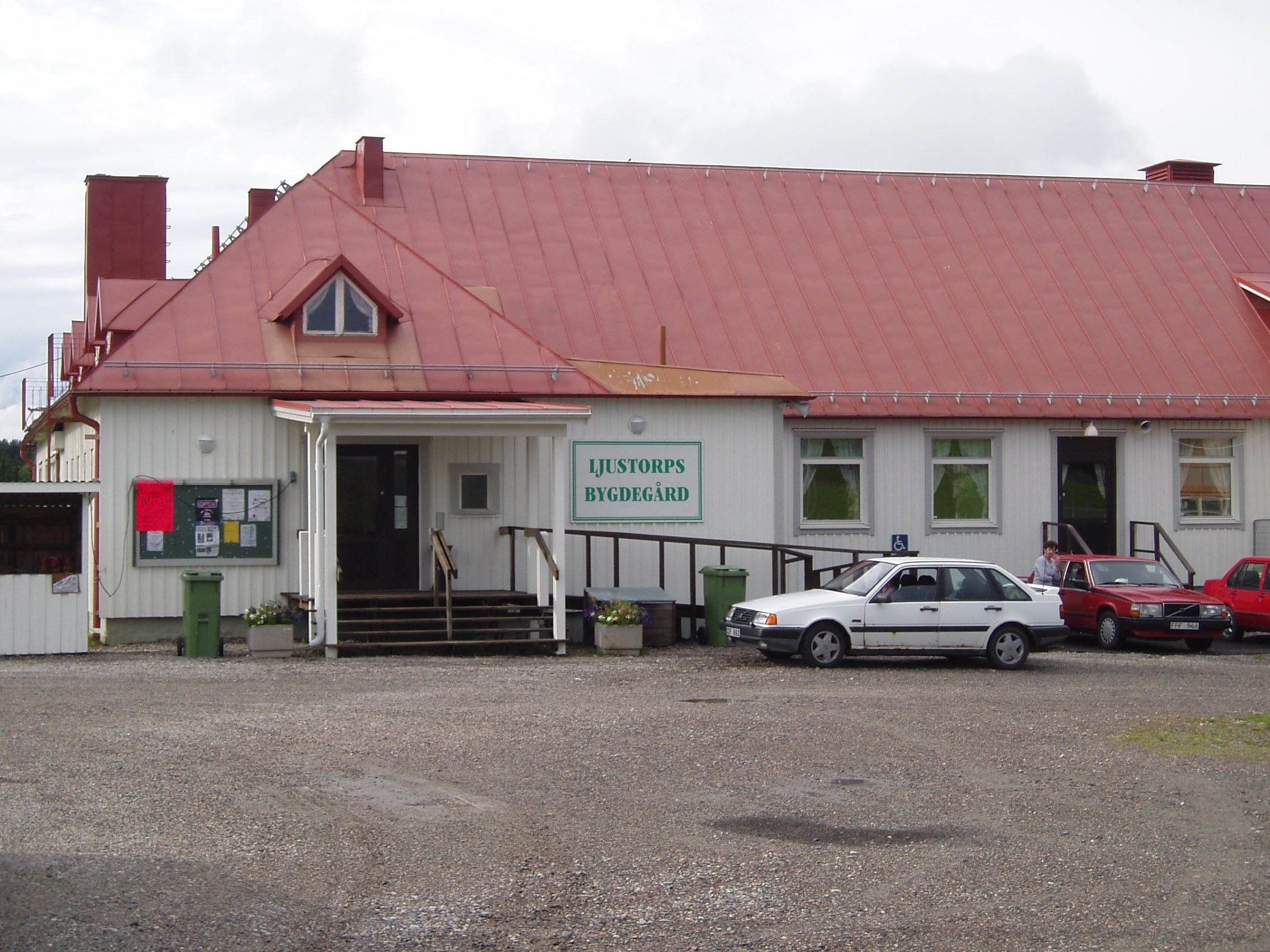
Ljustorps bygdegård 2005

Ljustorps bygdegård ligger i Ljustorp socken, Timrå kommun, Medelpad.
Bygdegården ligger strax utanför Mellberg i Öppom by. Bygdegården innehåller konferens- och möteslokaler, fritidsgård, vävstuga, kök och festlokal. Bygdegården är utbyggd med en affärslokal som sköter bygdekontoret.